# Lo Vilar Cremat
Lo Vilar Cremat (Villard-Reculas en francès) és un municipi francès situat al departament de la Isèra i a la regió d'Alvèrnia-Roine-Alps. L'any 2007 tenia 63 habitants.

## Demografia

### Població
El 2007 la població de fet de Villard-Reculas era de 63 persones. Hi havia 36 famílies de les quals 24 eren unipersonals (20 homes vivint sols i 4 dones vivint soles), 4 parelles sense fills i 8 parelles amb fills.
La població ha evolucionat segons el següent gràfic:
Habitants censats

### Habitatges
El 2007 hi havia 287 habitatges, 37 eren l'habitatge principal de la família, 247 eren segones residències i 3 estaven desocupats. 68 eren cases i 218 eren apartaments. Dels 37 habitatges principals, 22 estaven ocupats pels seus propietaris i 15 estaven llogats i ocupats pels llogaters; 3 tenien una cambra, 12 en tenien dues, 9 en tenien tres, 8 en tenien quatre i 5 en tenien cinc o més. 26 habitatges disposaven pel capbaix d'una plaça de pàrquing. A 22 habitatges hi havia un automòbil i a 12 n'hi havia dos o més.

### Piràmide de població
La piràmide de població per edats i sexe el 2009 era:
| Homes | Edats   | Dones |
| ----- | ------- | ----- |
| 0     | 95 o +  | 0     |
| 0     | 90 a 94 | 0     |
| 0     | 85 a 89 | 4     |
| 0     | 80 a 84 | 0     |
| 0     | 75 a 79 | 0     |
| 0     | 70 a 74 | 0     |
| 4     | 65 a 69 | 0     |
| 0     | 60 a 64 | 0     |
| 0     | 55 a 59 | 0     |
| 4     | 50 a 54 | 0     |
| 4     | 45 a 49 | 4     |
| 4     | 40 a 44 | 0     |
| 4     | 35 a 39 | 4     |
| 4     | 30 a 34 | 0     |
| 4     | 25 a 29 | 0     |
| 0     | 20 a 24 | 4     |
| 0     | 15 a 19 | 0     |
| 8     | 10 a 14 | 4     |
| 0     | 5 a 9   | 0     |
| 0     | 0 a 4   | 0     |

## Economia
El 2007 la població en edat de treballar era de 48 persones, 40 eren actives i 8 eren inactives. De les 40 persones actives 39 estaven ocupades (27 homes i 12 dones) i 1 aturada (1 dona i 1 dona). De les 8 persones inactives 3 estaven jubilades, 2 estaven estudiant i 3 estaven classificades com a «altres inactius».
Activitats econòmiques
Dels 23 establiments que hi havia el 2007, 2 eren d'empreses de construcció, 4 d'empreses de comerç i reparació d'automòbils, 1 d'una empresa de transport, 7 d'empreses d'hostatgeria i restauració, 2 d'empreses immobiliàries, 1 d'una empresa de serveis i 6 d'entitats de l'administració pública.
Dels 5 establiments de servei als particulars que hi havia el 2009, 4 eren restaurants i 1 agència immobiliària.
Dels 2 establiments comercials que hi havia el 2009, 1 era una botiga de menys de 120 m² i 1 una botiga de material esportiu.

## Poblacions més properes
El següent diagrama mostra les poblacions més properes.